# 459 Signe
459 Signe је астероид главног астероидног појаса са пречником од приближно 29,32 km.
Афел астероида је на удаљености од 3,169 астрономских јединица (АЈ) од Сунца, а перихел на 2,070 АЈ.
Ексцентрицитет орбите износи 0,209, инклинација (нагиб) орбите у односу на раван еклиптике 10,297 степени, а орбитални период износи 1548,868 дана (4,240 године).
Апсолутна магнитуда астероида је 10,44 а геометријски албедо 0,137.
Астероид је откривен 22. октобра 1900. године.